# Bus Avalon
Pour les articles homonymes, voir avalon (homonymie).
Avalon est un bus informatique développé par la société Altera et destiné à l'implémentation sur du matériel programmable (FPGA). Ses principaux atouts sont la simplicité de son architecture, une conception prévue pour optimiser l'utilisation des ressources matérielles et un support multi-maîtres. Le bus Avalon est utilisé par la famille des processeurs softcore NIOS qui ont été conçus par Altera.